# ساندي ليون
ساندي ليون (بالإسبانية: Sandy David León) هو لاعب كرة قاعدة فنزويلي، ولد في 13 مارس 1989 في ماراكايبو في فنزويلا.

## وصلات خارجية
- ساندي ليون على موقع دوري كرة القاعدة الرئيسي (الإنجليزية)
- ساندي ليون على موقعبيزبول رفرنس.كوم (الدوري الرئيسي) (الإنجليزية)
- ساندي ليون على موقعبيزبول رفرنس.كوم (الدوري الثانوي) (الإنجليزية)
- ساندي ليون على موقع إي إس بي إن.كوم (أم.أل.بي) (الإنجليزية)
- ساندي ليون على موقع مشجعي الرسوم البيانية (الإنجليزية)